# 장극
장극(張勀, 초명(初名)은 張剋, 영문명(英文名)은 Paul Chang, 1913년 4월 8일 ~ 2008년 2월 29일)은 대한민국의 항공공학자이자 대학 교수 겸 저술가이며 예비역 대한민국 공군 소령이다.

## 생애

### 일생
그의 본관은 인동(仁同)이고 아호(雅號)는 하석(霞石), 발로(發露)이다. 일제 강점기 경기도 인천부(지금의 대한민국 인천광역시)에서 출생하여 지난날 한때 일제강점기 평안남도 중화군에서 잠시 유아기를 보낸 적이 있으며 일제 강점기 경성부에서 잠시 유년기를 보낸 적이 있는 그는 태암 장기빈(太巖 張箕彬) 前 경상남도 부산세관장의 막내아들이고 운석 장면(雲石 張勉, John Myeon Jang(존 민 쟁), 천주교 세례명은 '요한') 前 대한민국 국무총리와 우석 장발(雨石 張勃, Thomas Chang(토머스 챙), 천주교 세례명은 '루수') 前 이탈리아 주재 대한민국 대사의 친아우이기도 하다.
1948년 3월에 미국 영구거주권을 취득하였으나 이듬해 1949년 1월에 미국 영구거주권을 포기하였으며 1년 후 1950년에 한국 전쟁이 일어나자 1950년 10월 10일 공군 대위로 임관하여 공군본부 항공부대 정훈장교로 복무하였고 1952년 11월 20일에 공군 소령 진급하였으며 전란이 종전을 한 해였던 1953년 12월 3일을 기하여 공군 소령 예편하였다.
그는 윤보선(尹潽善) 대통령이 재임을 하고 첫째형 장면(張勉) 국무총리가 실권을 했던 1960년과 박정희(朴正熙) 내각수반이 실권하였던 1961년을 전후한 시기에는 서울대학교 공과대학 교수로 재직하였으며 최규하(崔圭夏) 대통령과 박충훈(朴忠勳) 국무총리 서리가 재임을 하고 전두환(全斗煥) 국가보위비상대책위원회 위원장이 실권을 하였던 1980년을 전후한 시기에 인천대학교 석좌교수로 임명되었다.

### 학력
- 1926년 경기도 인천소학교 졸업
- 1929년 경성 휘문고등보통학교 수료
- 1932년 경성제1고등보통학교 졸업
- 1933년 경성제국대학교 의과대학 중퇴
- 1938년 독일 베를린 공과대학교 항공공학과 학사
- 1940년 스위스 취리히 연방공과대학교 공과대학원 공장관리학과 공학석사
- 1942년 미국 뉴욕 사립 대학교 대학원 산업공학과 공학석사
- 1944년 미국 하버드 대학교 대학원 항공공학과 공학석사
- 1948년 미국 노터 데임 대학교 대학원 항공공학과 공학박사

#### 명예 박사 학위
- 1963년 서독 베를린 공과대학교 명예 공학박사